# Sociologia fenomenològica
La sociologia fenomenològica està basada en la filosofia de Husserl (1954) i en el mètode de comprensió de Max Weber.
El debat general gira entorn de com es pot aconseguir el coneixement, i la seva aparició ha de sustentar-se en la comprensió de la fenomenologia com a instància d'aproximació metodològica al quotidià.
Des d'un punt de vista epistemològic, la fenomenologia implica una ruptura amb les formes de pensament de la sociologia tradicional, ja que emfatitza la necessitat de comprendre, més que d'explicar, la realitat, suggerint que és en el durant, en l'aquí i en l'ara, on és possible identificar elements de significació que descriuen i construeixen el real. En aquest sentit, l'objectiu general de la fenomenologia és descriure a l'home en el món, no analitzar-lo o explicar-lo.
Dit d'una altra forma la fenomenologia es pregunta per les formes i processos que constitueixen objectivament a les estructures de la realitat, com una construcció i reconstrucció permanent de la vida social.
Els éssers humans són tractats com a persones, com a subjectes de consciència i no com a mers objectes de la naturalesa. L'èmfasi, per tant, no es troba ni en el sistema social ni en les relacions funcionals que es donen en la vida en societat, sinó en la interpretació dels significats del món i les accions i interaccions dels subjectes socials.
Del món conegut i de les experiències intersubjectives compartides pels subjectes, s'obtenen els senyals, les indicacions per a interpretar la diversitat de símbols. Per això, es diu que el mètode fenomenològic no parteix d'una teoria fundada, sinó de l'observació i descripció del món empíric, la mateixa que li proveeix d'elements per a la seva interpretació i teorització.

## Breu anotació de les etapes de la fenomenologia general
- A principis del segle XX es tematitzen els aspectes fundacionals de les ciències formals, el llenguatge, la percepció i la representació
- En un segon moment, al voltant de la Primera Guerra Mundial, es consolida la proposta d'una fenomenologia constitutiva, amb la idea de la reducció fenomenològica d'Edmund Husserl com a aspecte prioritari.
- La tercera etapa es dona entre els anys 20 i els 50, amb el sorgiment de la fenomenologia existencial a França, el màxim representant de la qual és Martin Heiddeger.
- L'última etapa es desenvolupa des de la segona meitat del segle xx, amb la restauració de la fenomenologia a Alemanya i amb l'adveniment del corrent hermenèutic.

La sociologia fenomenològica —també denominada sociofenomenología o fenomenologia sociològica— es desenvolupa a partir de premisses una miqueta allunyades de les propostes filosòfiques d'Edmund Husserl.
Alfred Schütz és el màxim representant d'aquest corrent, i el seu interrogant bàsic és el següent:
- On i com es formen els significats de l'acció social? Aquesta pregunta deixa entreveure que el precedent immediat de la fenomenologia amb orientació social el trobem a l'Escola de Chicago, concretament en el seu interès per conèixer i explicar els marcs de referència dels actors socials.
En aquest sentit, la sociologia fenomenològica pot ser considerada, en si mateixa, un programa de recerca.
Es tracta d'una ciència de la societat inspirada en la tradició filosòfica de la fenomenologia, el problema bàsic de la qual és la qüestió de la sociabilitat com a forma superior d'intersubjectivitat. Aquesta preocupació bàsica parteix de diverses idees importants:
- l'estudi de la vida social no pot excloure al subjecte;
- aquest està implicat en la construcció de la realitat objectiva que estudia la ciència social;
- l'element central és, llavors, el fenomen-subjecte.

## Què tenen en comú la Sociologia Fenomenològica i la Comunicologia?
Hi ha molt pocs escrits que tracten la relació que hi ha entre la comunicació i la sociologia fenomenològica[1]. Alfred Schütz com principal representant de la sociologia fenomenològica va parla de la comunicació des d'una perspectiva molt acadèmica i no es van tenir en compte les seves aportacions.
En la segona meitat del segle XX sorgeix les teories sociològiques contemporànies, juntament amb el funcionalisme estructural de Parson i Merton, la teoria del conflicte de Dahrendorf i l'interiorisme simbòlic de Mead, on la sociologia fenomenològica es considera unes de les principals escoles de la sociologia contemporània.
Si parlem de la història de la sociologia fenomenològica ens reenvia a l'escola Chicago on es va realitzar aportacions de l'interiorisme simbòlic, que va crear una ruptura del pensament sociològic.
En 1938, Herbert Blumer dona importància a la comunicació i el seu desenvolupament a la societat, la personalitat, la cultura, el pragmatisme i el conductisme: on l'autor primer dona importància a l'acció del subjecte i després en les conductes observables de les persones.
Els estudis realitats tant per part de l'escola Chicago i l'interaccionisme simbòlic és el més representat que hi ha entre la sociologia fenològica i la comunicació.

### La comunicació des de la perspectiva de la sociologia fenomenològica
En les obres de la sociologia fenomenològica la comunicació no apareix com objecte principal de coneixement. Però hi ha moltes reflexions que van realitzar diferents autos com: Schütz, Berger i Thomas Luckmann sobre la comunicació i la intersubjectivitat.
A continuació les principals idees de la comunicació elaborat per Schütz:
1. No és possible la comunicació transcendental
2. La naturalesa de la intersubjectivitat és el vincle, la comunicació entre individus:
  - La possibilitat de comprendre als altres fonamenta les relacions
  - Per a comprendre les accions dels altres és necessari no només entendre missatges, sinó també comprendre a qui els està emetent.
  - La comunicació és el mitjà pel qual les persones superen la seva experiència.
  - La comunicació necessita objectes físics i culturals.
  - Existeixen dos tipus bàsics de comunicació: aquells en els quals el resultat final de l'acció comunicativa li és ofert al receptor perquè l'interpreti i aquells en els quals el subjecte participa en el procés en curs de l'acció comunicativa de l'altre.
  - Només són comunicatives les accions que intenten transmetre un determinat significat.

## Sociologia del coneixement
Consisteix en el estudi dels orígens socials de les idees i de l'efecte que aquestes tenen a les societats.
Un punt important de comparació és amb la història de les idees, que aquesta dins de la historiografia estudia la determinació i l'evolució de les idees expressades o reconstruïbles a través de les diferents produccions culturals.
En aquí parlem de com influeix la societat en el pensament i com influeix el pensament en la societat.
L'objecte d'estudi es observar a les persones en la seva vida quotidiana, i poder saber com actuen segons la societat i de quina manera el pensament d'aquesta els afecta.
El 1920 va ser quan es va començar a utilitzar aquest terme i va ser a Alemanya amb diferents sociòlegs, que van descobrir aquest tema.
Els més destacables son Karl Mannheim i Max Scheler. La sociologia del coneixement queda en segon lloc davant el funcionalisme dins del que anomenem pensament sociològic.
“La construcción social de la realidad” de 1966 de Peter L. Berger i Thomas Luckmann es on el terme va ser reinventat i aplicat als estudis sobre la vida diaria en la dècada dels seixanta.
Aquesta sociologia en concret ha tingut un gran impacte en la ciència. Una obra que mostra això perfectament és la de “La estructura de las revoluciones científicas” de Thomas Kuhn. Podem parlar específicament del que és la sociologia del coneixement aplicada a les matemàtiques.
En la matemàtica centren el seu estudi en la comunitat dels investigadors en matemàtiques i en els perjudicis asumits en comú. Hi ha hagut autors com Sal Restivo i David Bloor que han fet grans aportacions en aquest tema.
Si especifitzem sobre la sociologia fenomenològica dintre de la sociologia del coneixement podem dir que Alfred Schütz es va basar en la fenomenologia filosòfica de Eduard Husserl i va proposar llavors, un acostament micro-sociològic, una fenomenologia. Per fer això va observar els membres comuns d'una societat constituïen i reconstituïen la societat en la qual vivien, el que anomenem el món vital. Considerava important separar les nocions assumides sobre la vida, per tal de poder entendre correctament el món vital.